# Карамалуя
Карамалуя — река в России, протекает по Ишимбайскому району Республики Башкортостан. Впадает в Шиду слева, между Сайраново и Арларово. Начинается на горе Бикбулатбаш (которая высотой ок. 511 м.) в сухом русле. Протекает по лесному массиву.
Длина приблизительно 4,4 км. Высота устья — 220,1 м над уровнем моря.
Код ГКГН 0668004.